# Sequani

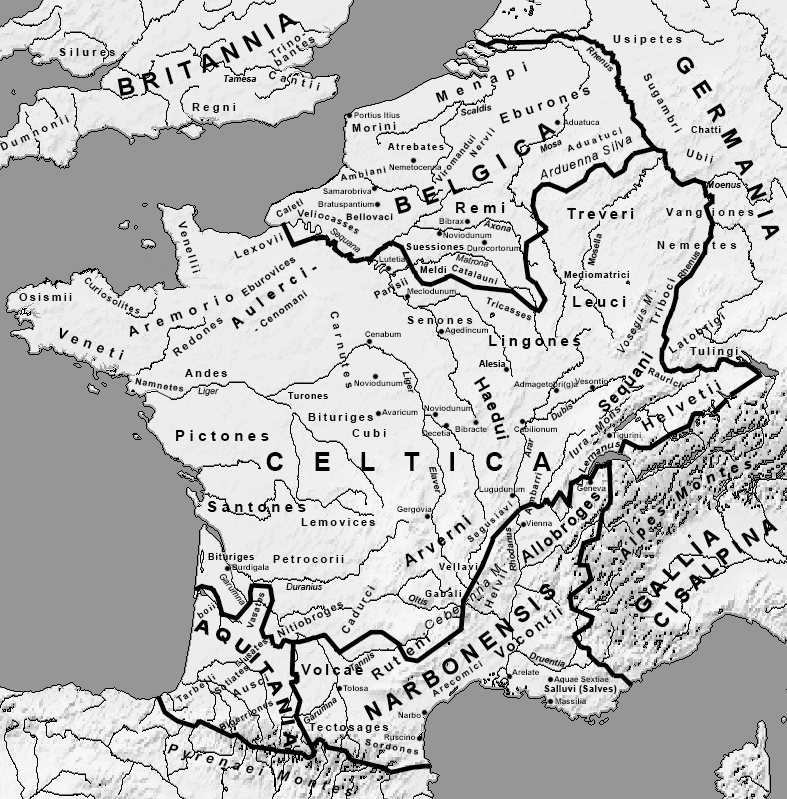
Gallië rond 54 v.Chr.; het gebied van de Sequani rechts van het midden

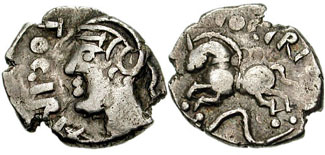
Quinarius van de Sequani, ca. 150-100 v.Chr.

De Sequani was een Keltische stam die in de eerste eeuw voor Christus in het huidige gebied van de Franche-Comté en een deel van Bourgondië leefde, ten noorden van het Juragebergte. Hun gebied grensde in het oosten aan dat van de Helvetii, in het westen aan dat van de Lingones en de Leuci. Deze stammen vereerden de  genezende en riviergodin Sequana, de personificatie van de bronnen van de Seine.
Het eerste wat bekend is van de Sequani is dat ze in samenwerking met de Keltische stam de Arverni  zich te weer stelden tegen de rivaliserende stam de Haedui. Daartoe werden de Sueben onder hun stamhoofd Ariovistus ingehuurd als hulptroepen (71 v.Chr.). Dat bleek een noodlottige keuze. De Haedui werden verslagen, maar Ariovistus eiste een derde van het gebied van de Sequani op als genoegdoening voor de oorlog en dreigde nog een derde van hun gebied in te lijven.
De Sequani riepen vervolgens Rome te hulp in de persoon van Julius Caesar. Hij wist de Sueben terug te dringen, maar eiste wel van de Sequani dat ze al hun winst uit de strijd tegen de Haedui aan Rome zouden geven. Uit woede besloten de Sequani in 52 v.Chr. de opstand van Vercingetorix te steunen. Zij deelden in zijn nederlaag bij Alesia.
De Sequani bleven als stam voortbestaan. Hun gebied werd later onderdeel van het rijk der Bourgondiërs.
Gallia Cisalpina:
Anares · Beluni · Boii · Carni · Caturiges · Cenomani · Ceutrones · Insubres · Lepontii · Libici · Lingones · Nerusi · Salassi · Segusani · Suetri · Taurini · Vedianti

Gallia Transalpina:
Aedui · Albici · Allobroges · Ambarri · Ambiani · Andecavi · Arecomici · Atrebati · Aulerci Cenomani · Aulerci Diablintes · Aulerci Eburovices · Arverni · Baiocasses · Bellovaci · Bituriges Cubi · Bituriges Vivisci · Cadurci · Caleti · Carnutes · Catalauni · Caturiges · Cavares · Cenomani · Centrones · Cetrones · Commoni · Condrusi · Coriosolitae · Durocasses · Eciates · Eleuteti · Gabali · Garocelli · Geidumni · Grudii · Helvetii · Helvii · Lemovices · Leuci · Levaci · Lexovii · Lingones · Mandubii · Mediomatrici · Medulli · Menapii · Morini · Namnetes · Nantuates · Nerviërs · Nitiobriges · Osismii · Parisii · Petrocorii · Pictones · Pleumoxii · Redones · Remi · Ruteni · Salluviërs · Santones · Segni · Segovellauni · Segusiavi · Senones · Sequani · Silvanectes · Sordones · Suessiones · Tectosages · Tigurini ·  Tougener · Treveri · Tricasses · Tricastini · Turones ·  Veliocasses · Vellavi · Venelli · Veneti · Viducasses · Viromandui · Vocontii · Volcae Arecomici · Volcae Tectosages · Vivisci